# Witold Koehler

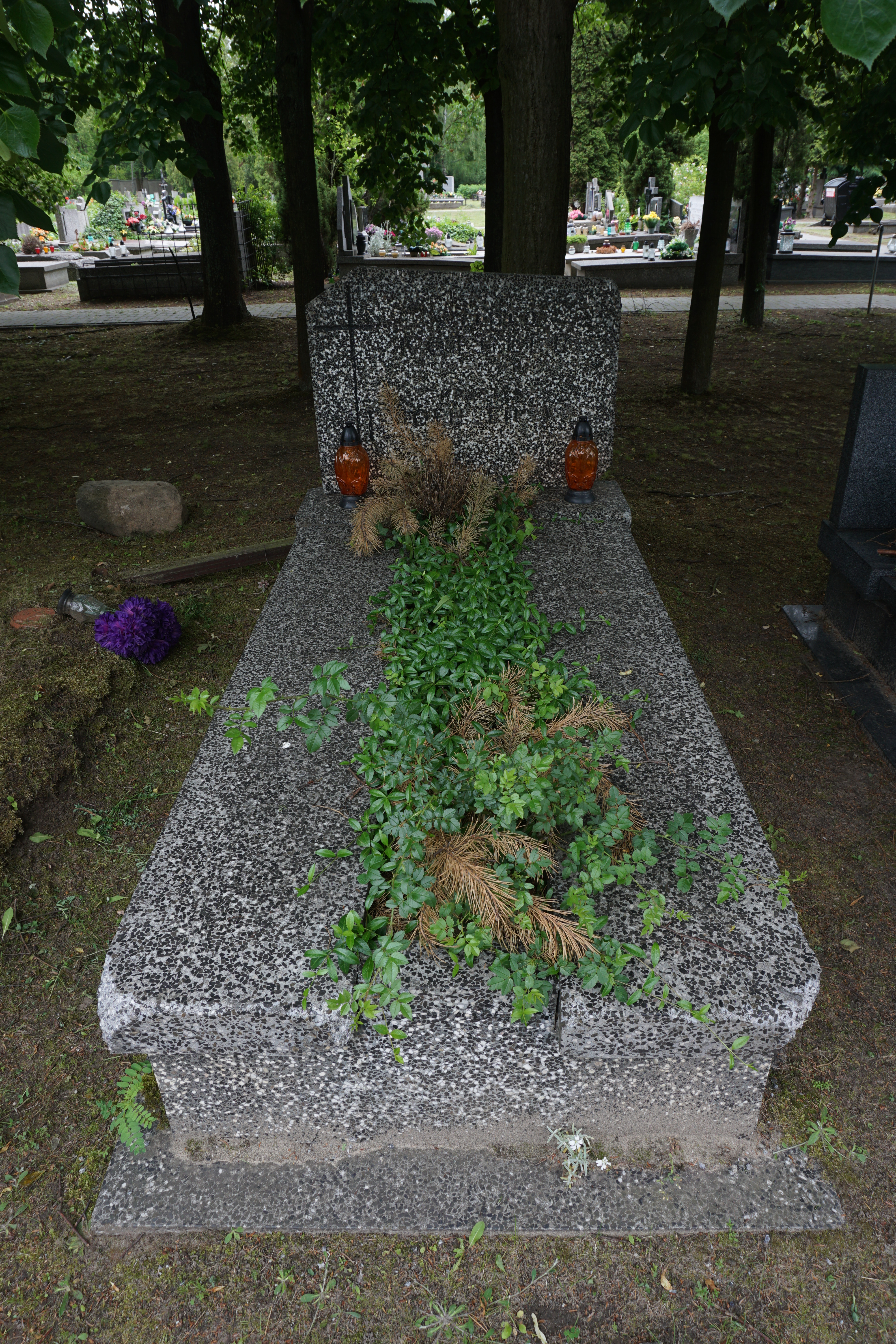
Grób Witolda Koehlera na cmentarzu komunalnym Północnym

Witold Tadeusz Koehler (ur. 2 marca 1909 w Bereźnem, zm. 22 stycznia 1988 w Warszawie) – polski leśnik, hilopatolog, entomolog, profesor doktor nauk przyrodniczych.

## Życiorys
Urodził się w rodzinie Adolfa Ferdynanda Koehlera, prawnika, i Tomisławy Łucji z domu Kühn. Wychowywał się w Tambowie, pod koniec I wojny światowej razem z rodziną zamieszkał w Płocku, rodzinnym mieście matki. W latach 1922–1927 uczył się w Gimnazjum Męskim im. marsz. Stanisława Małachowskiego, a następnie w Państwowym Gimnazjum Męskim im. Króla Władysława Jagiełły. W 1929 zdał egzamin maturalny i rozpoczął studia na Wydziale Leśnym SGGW w Warszawie, podczas studiów poślubił Krystynę Halinę Miszewską. W 1935 ukończył studia i rozpoczął pracę jako asystent w Oddziale Ochrony Lasu w kierowanym przez Mariana Nunberga Instytucie Badawczym Lasów Państwowych. Pracował w terenie jako entomolog i hylopatolog m.in. w nadleśnictwie Krasne k. Augustowa, Makoszka k. Parczewa, Wejherowo, okolice Baranowicz. Oceniał rodzaj i skalę zagrożenia drzewostanu oraz podejmowanie działań ratowniczych i ochronnych. Witold Koehler wprowadził pionierską metodę ratowania drzewostanu poprzez wprowadzanie owadów polujących na szkodniki. Oprysk i wycinkę traktowano jako ostateczność, pracę badawczą przerwał wybuch II wojny światowej.
Na początku okupacji hitlerowskiej pod oficjalnym szyldem materiałoznawstwa nauczał biologii i geografii w żeńskim gimnazjum Julii z Jankowskich Statkowskiej w Warszawie. Następnie pracował przez dwa lata jako kancelista w nadleśnictwach Limanowa i Drewnica, a następnie powrócił do Warszawy, gdzie przebywał do upadku powstania warszawskiego. Skierowany do obozu przejściowego zbiegł z niego i do końca wojny ukrywał się pod Skierniewicami, gdzie pracował jako robotnik leśny.
Po zakończeniu wojny powrócił do pracy w terenie i naukowej, już w 1946 zorganizował w Nadleśnictwie Drewnica pierwszy kurs dla leśników. W tym okresie pracował w Ministerstwie Leśnictwa, w 1947 obronił na SGGW doktorat. Za badania nad zwalczaniem osnuji gwiaździstej został nagrodzony Srebrną Odznaką Racjonalizatora. Od 1949 pracował w Instytucie Badawczym Leśnictwa, gdzie kierował Zakładem Ochrony Lasu, tam w 1954 został profesorem nadzwyczajnym, a 1964 profesorem zwyczajnym. Reprezentował Polskę na IV Światowym Kongresie Leśnictwa w Indiach. W latach 1974–1976 był wykładowcą w Wyższej Szkole Pedagogicznej w Siedlcach.
Zmarł 22 lutego 1988 w Warszawie, pochowany na cmentarzu komunalnym Północnym (kwatera E-XVII-1-3-20).

## Członkostwo
Witold Koehler zasiadał w Radzie Naukowo-Technicznej przy Ministrze Leśnictwa i Przemysłu Drzewnego oraz w Zarządzie Głównym Polskiego Towarzystwa Leśnego. W latach 1970–1974 był Międzynarodowym Koordynatorem Problemu „Ochrona Lasu” RWPG. Od 1982 był członkiem honorowym Polskiego Towarzystwa Leśnego, pełnił funkcję wiceprezesa Polskiego Towarzystwa Entomologicznego, zasiadał w radach naukowych Instytutu Zoologii PAN, Instytutu Badawczego Leśnictwa, Instytutu Ochrony Roślin, uczestniczył w Grupie Dyskusyjnej „Dynamika Populacji” International Union of Forest Research Organisation (IUFRO).

## Twórczość
Witold Koehler jest autorem opracowania kompleksowej metody biologicznej ochrony lasu, napisał ponad 200 publikacji, w tym 67 oryginalnych prac twórczych, 25 książek oraz 5 scenariuszy filmowych, jego komentarze znalazły się w wielu filmach przyrodniczych. Wybrane publikacje: 
- Ścieżka wiedzie przez las (Państwowe Wydawnictwo Rolnicze i Leśne, 1949),
- Strachy leśne (Nasza Księgarnia, 1958),
- Społeczne funkcje lasu (Wydawnictwo Ligi Ochrony Przyrody, 1975),
- Skrzydła nad lasem (Państwowe Wydawnictwo Rolnicze i Leśne, 1976),
- Zwierzęta czekają (KAW, 1981).
- Przymierze z lasem (KAW, 1983),
- Opowieści zielone (Wydawnictwo Ludowa Spółdzielnia Wydawnicza Warszawa 1985),
- Przyjaźnie nie ludzkie (KAW, 1987).
- Drzazgi i szyszki, czyli losy niektórych synów Sylwana (Ludowa Spółdzielnia Wydawnicza, 1989).

## Ordery i odznaczenia
- Krzyż Komandorski Orderu Odrodzenia Polski
- Krzyż Oficerski Orderu Odrodzenia Polski
- Złoty Krzyż Zasługi
- Medal 10-lecia Polski Ludowej (13 stycznia 1955)[5]
- Srebrna Odznaka „Racjonalizator Produkcji”
- Złota Odznaka Honorowa Polskiego Towarzystwa Leśnego

Źródło:.

## Nagrody
- Nagroda Państwowa III stopnia (zespołowa) za wprowadzenie w Polsce chemicznego zwalczania szkodników leśnych z samolotu (1952)[6]
- Nagroda Państwowa II stopnia
- Nagroda V Wydziału PAN
- Certificate of Appreciation (dyplom dwukrotnie nadany przez Departament Rolnictwa USA)

Źródło:.